# Arthur von Strachwitz

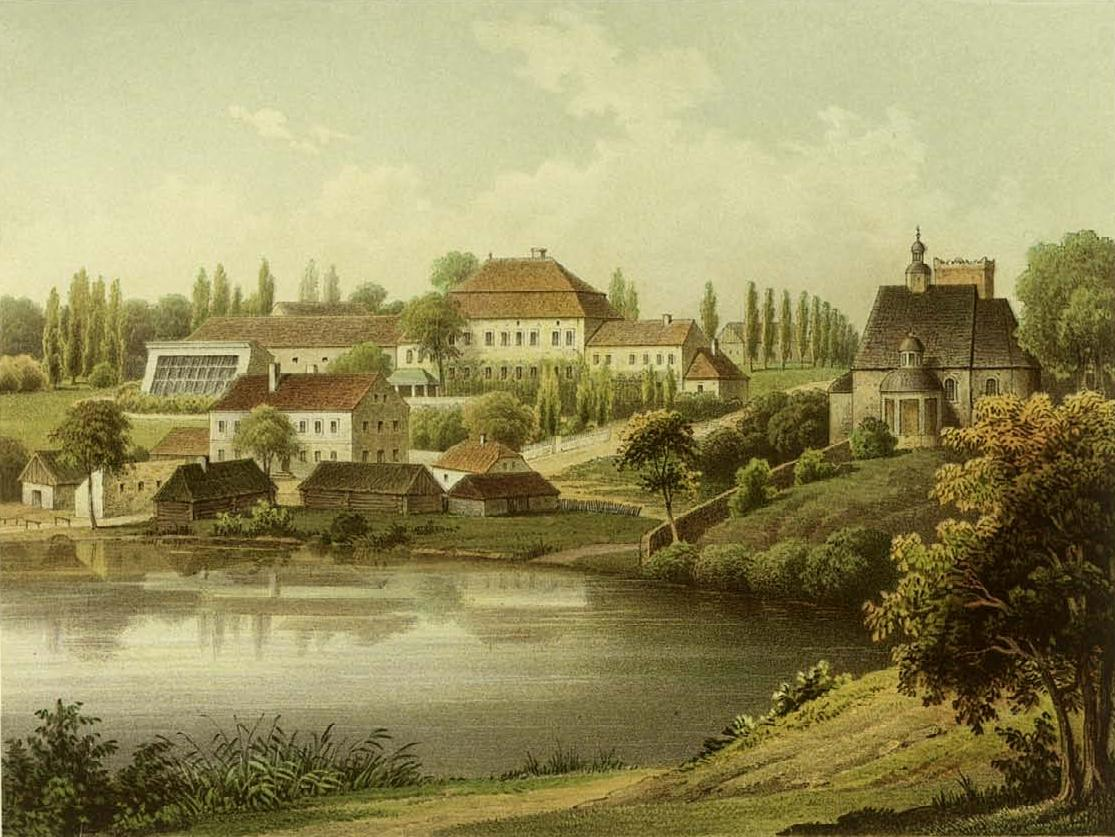
Schloss Kamienietz um 1862/63, Sammlung Alexander Duncker

Arthur Graf Strachwitz von Groß-Zauche und Camminetz (* 7. Januar 1833 in  Kamienietz; † 12. Dezember 1895 ebenda) war ein deutscher Verwaltungsbeamter.

## Leben
Seine Eltern waren der Graf Ernst Karl von Strachwitz (* 16. Januar 1799; † 15. Juli 1869) und dessen Ehefrau die Freiin Mathilde von Erstenberg zum Fryenthurm (* 3. Dezember 1803; † 13. Februar 1878).
Arthur von Strachwitz studierte Rechtswissenschaften an der Ruprecht-Karls-Universität Heidelberg. 1853 Corps Saxo-Borussia Heidelberg. Nach dem Studium wurde er preußischer Oberleutnant. Von 1870 bis 1884 war er Landrat des Landkreises Tost-Gleiwitz. Bis zu seinem Tod lebte er auf Gut Kamienietz in Oberschlesien.
Er heiratete am 5. Mai 1860 die Gräfin Melanie von Hohenthal (* 8. Januar 1840; † 3. Dezember 1922). Das Paar hatte mehrere Kinder:
- Ida Mathilde Melanie (* 28. März 1861; † 14. Juni 1951) ⚭ 1885 Freiherr Paul von Gregory (* 20. September 1850; † 3. Mai 1914), preußischer Generalleutnant[4]
- Olga Martha (* 23. November 1865; † 7. Mai 1950)

⚭ 1887 (Scheidung 1895) Max von Schmettau
⚭ 1900 Nikolaus Langen
- Emil Arthur Karl Maria (* 25. Juni 1867; † 23. Juni 1916), vormals Herr auf Kamienietz ⚭ 1897 Freiin Olga-Maria von Welczeck (* 9. November 1875; † 5. April 1928)
- Adolf Arthur Karl Maria Curt (* 4. Juli 1868; † 4. April 1923), Hr. d. Graf Karl Strachwitzschen Geldfideikommiss, auf Parchwitz, ⚭ 1897 Freiin Valentine von Reitzenstein (* 25. August 1877; † 20. März 1938)
- Antonie Alexandrine Wilma (* 17. September 1870; † 23. August 1951)
- Anton Arthur Karl Maria Emil (Milo) (* 22. Juni 1874), ev. seit 25. November 1921

⚭ 1905 Margarethe Ottilie Clouth (* 1878) (gesch. 1919)
⚭ 1920 Klara Maria Blanka Härtling (* 1897)
- Karl Maria Aglaya Hubertus Kraft (* 18. Dezember 1879)